# 西澤哲
西澤 哲（にしざわ さとる、1957年12月13日 - ）は、日本の臨床心理士、山梨県立大学教授。

## 略歴
兵庫県神戸市出身。大阪大学人間科学部行動学専攻課程卒。1988年サンフランシスコ州立大学修士課程修了。1981年情緒障害児短期治療施設心理療法士、1989年大阪府環境保健部心理技師。1995年日本社会事業大学専任講師、2000年大阪大学人間科学研究科助教授、山梨県立大学教授。

## 著書
- 『子どもの虐待 子どもと家族への治療的アプローチ』誠信書房 1994
- 『子どものトラウマ』1997 講談社現代新書
- 『トラウマの臨床心理学』金剛出版 1999
- 『子ども虐待』2010 (講談社現代新書

### 共編著
- 『ソーシャルワーカーのための心理学』庄司順一共編 有斐閣 (社会福祉基礎シリーズ 心理学 2001
- 『子どもたちのいま』川畑隆,大島剛, 佐藤修策,菅野泰蔵, 龍野陽子,下田僚, 羽下大信共著 星和書店 (こころのライブラリー) 2001
- 『日本版TSCC(子ども用トラウマ症状チェックリスト)の手引き その基礎と臨床』山本知加共著 金剛出版 2009
- 『虐待を受けた子どものケア・治療』奥山眞紀子,森田展彰共編 診断と治療社 2012
- 坂井聖二『子ども虐待への挑戦 医療、福祉、心理、司法の連携を目指して』子どもの虐待防止センター監修, 西澤編著 誠信書房 2013

### 翻訳
- マーティン・L.ロスマン『イメージの治癒力 自分で治す医学』田中万里子共訳 日本教文社 1991
- アルバート・E.トリーシュマン,ラリー・K. ブレンドロー, ジェームズ・K. ウィテカー『生活の中の治療 子どもと暮らすチャイルド・ケアワーカーのために』中央法規出版 1992
- エリアナ・ギル『虐待を受けた子どものプレイセラピー』誠信書房 1997
- シェリル L.カープ,トレイシー L.バトラー『虐待を受けた子どもの治療戦略 被害者からサバイバーへ』坂井聖二共訳 明石書店 1999
- D.M.ドノヴァン,D.マッキンタイア『トラウマをかかえた子どもたち 心の流れに沿った心理療法』誠信書房 2000
- ベセル・A.ヴァン・デア・コルク, アレキサンダー・C.マクファーレン, ラース・ウェイゼス編『トラウマティック・ストレス PTSDおよびトラウマ反応の臨床と研究のすべて』監訳 誠信書房 2001
- ヴァージニア・フリードマン,マルシア・モーガン著,ライン・アンダーソン-インマン編『性的虐待を受けた子どもから話を聞くには アナトミカル・ドルを使った面接法』トロル出版部 2003
- ピーター・レイダー,シルヴィア・ダンカン『子どもが虐待で死ぬとき 虐待死亡事例の分析』小林美智子共監訳 明石書店 2005
- レノア・テア『恐怖に凍てつく叫び トラウマが子どもに与える影響』金剛出版 2006
- ジョン・ブリア『子ども用トラウマ症状チェックリスト(TSCC)専門家のためのマニュアル』金剛出版 2009

## 論文
- <西澤哲